# 光萼斑叶兰
光萼斑叶兰（学名：Goodyera henryi）为兰科斑叶兰属下的一个种。

## 扩展阅读
- 维基共享资源上的相關多媒體資源：光萼斑叶兰
- 維基物種上的相關：光萼斑叶兰